# Майер, Карл Фридрих
Карл Фридрих Майер (нем. Karl Friedrich Hartmann Mayer; 22 марта 1786, Неккарбишофсхайм — 25 февраля 1870, Тюбинген) — немецкий поэт.

## Биография
Примыкал к так называемой «Швабской школе». В его стихотворениях есть искреннее настроение, тепло выраженное в нежно сделанной форме; его картинки природы — грациозные миниатюры.
3-е изд. его нем. «Gedichte» вышло в 1864 г.
Ему принадлежат также ценные историко-литературные труды:
- нем. «Lenau’s Briefe an einen Freund» (Штутгарт, 1853)
- нем. «Ludwig Uhland, seine Freunde und Zeitgenossen» (Штутг., 1867).